# Saison 4 de Scooby-Doo : Agence Toutou Risques

Cet article présente le guide de la saison 4 de la série télévisée d'animation américaine Scooby-Doo : Agence Toutou Risques (A Pup Named Scooby-Doo) (1991).

## Épisode 1:La chasse est ouverte
- Titre original : The Mayhem of the Moving Mollusk
- Numéro(s) : 26 (4.1)
- Scénariste(s) :
- Réalisateur(s) :
- Diffusion(s) :
  -  États-Unis : 7 juillet 1991 sur ABC
- Invité(es) :
- Résumé :

## Épisode 2:Le Fantôme de la bibliothèque
- Titre original : The Ghost of Mrs. Shusham
- Numéro(s) : 27 (4.2)
- Scénariste(s) :
- Réalisateur(s) :
- Diffusion(s) :
  -  États-Unis : 13 juillet 1991 sur ABC
- Invité(es) :
- Résumé :

## Épisode 3:Comment échapper à la fourrière en 10 leçons?
- Titre original : Catcher of the Sly
- Numéro(s) : 28 (4.3)
- Scénariste(s) :
- Réalisateur(s) :
- Diffusion(s) :
  -  États-Unis : 20 juillet 1991 sur ABC
- Invité(es) :
- Résumé :

## Épisode 4:Monsieur Mauvais Goût
- Titre original : The Wrath of Waitro
- Numéro(s) : 29 (4.4)
- Scénariste(s) :
- Réalisateur(s) :
- Diffusion(s) :
  -  États-Unis : 27 juillet 1991 sur ABC
- Invité(es) :
- Résumé :

## Épisode 5:Le Scooby-garou
- Titre original : The Were-Doo of Doo Manor
- Numéro(s) : 30 (4.52)
- Scénariste(s) :
- Réalisateur(s) :
- Diffusion(s) :
  -  États-Unis : 31 août 1991 sur ABC
- Invité(es) :
- Résumé :